# Дача Тессели
Дача Тессели — достопримечательность в Крыму. Находится на западе города Форос, около мыса Николая. Название «Тессели» происходит от греческого слова «тишина» и крымскотатарского «утешение». Благодаря рельефу территории дачи защищено от ветра с северного, западного и восточного направлений. Мыс около усадьбы был назван в честь её первого владельца Николая Раевского-старшего — мыс Николая.

## История
Император Александр I в начале 1820-х годов пожаловал герою Отечественной войны 1812 года и Бородинского сражения, генералу Николаю Раевскому-старшему имение в Крыму.
Было построено в форме буквы «Г», с и венецианскими окнами И открытой верандой на которой был живописный вид на море. Николай Раевский посетил свое владение осенью 1820 года, когда совместно с Александром Пушкиным совершал путешествие из Гурзуфа в Бахчисарай через Чертову лестницу. В 1826—1829 годах Николай Раевский-старший часто посещал имение для строительства дома и разбивки парка.
После смерти отца в 1829 году сын Николая Раевского-старшего Николай Раевский-младший получил имение и продолжил обустройство дачи и парка. В 1889 году на высоте 25-50 метров над уровнем моря из инкерманского камня было построено двухэтажное здание в стиле классицизма, которое украшено серым известняком, выложенным по мозаичной схеме. В 1885—1892 годах при участии садовода и учёного Эдуарда Альбрехта, а также других ботаников из Никитского ботанического сада в имении был разбит ландшафтный парк, включающий более 200 видов крымской флоры, в том числе и редкие виды: туполистую фисташку, пицундскую сосну, можжевельник высокий, земляничное дерево, иглицу.
Так как Николай Раевский-младший находился в немилости у императора он был вынужден все время жить в усадьбе 1831 по 1837 год. Увлеченный обустройством парка он вел переписку со известными ботаниками Фёдором Фишером, Христианом Стевеном, Николаем Гартвисом.
В 1843 году после смерти Николая Раевского-младшего усадьбу унаследовал его второй сын Михаил Николаевич Раевский. Последней владелицей из этой семьи стала Мария Михайловна, которая в 15 лет получила дачу в собственность по дарственной записи. После того, как Мария Михайловна в 1876 вышла замуж за полковника Плаутина и уехала жить за границу она больше не возвращалась в свое имение. В общей сложности имением владело четыре поколения рода Раевских.

В 1887 имение было приобретено чайным магнатом Александром Кузнецовым, построившим особняк и продолживший создание парка. В путеводителе 1902 года А. Я. Безчинского описана усадьба Плаутиной Тессели 
Земли в имении 500 дес. Есть хороший парк и виноградник; много декоративных растений разбросано по овражкам с лужайками, часто вперемежку с лесными деревьями. Местность бедна водой, но, как и весь край, очень живописна.
1916 году дачу Тессели посещали для отдыха Фёдор Шаляпин и Максим Горький. В честь этого события впоследствии была установлена мемориальная доска на северном фасаде дома.
После установления в Крыму советской власти дачу национализировали, на 1929 год здесь размещался санаторий Ленинградского текстильтреста, затем передали писателю Максиму Горькому в связи с сорокалетием творческой деятельности. У Горького на даче гостили в 1920-х-1930-х годах Фёдор Шаляпин, Алексей Толстой, Константин Тренев, Самуил Маршак, Н. С. Тихонов, Г. П. Шторм. Максим Горький написал на даче Тессели пьесы «Васса Железнова», «Рябинин» и роман-эпопею «Жизнь Клима Самгина». Горький от 3 до 5 дней в неделю при помощи художника Ракитского работал над обустройством парка. Были разбиты клумбы, выкорчеваны старые деревья и вырублены старые кустарники, обустроены аллеи и дорожки к морю, для чего долбились камни, на расчищенных территориях высажен фруктовый сад и экзотические деревья, для чего из разных стран были заказаны саженцы и семена. Был построен большой пресноводный бассейн в котором Горький разводил рыбок. Писатель вместе с внучками любил кататься на лодках, которые назвал именами внучек «Марфа» и «Дарья».
В мае 1936 года Максим Горький уехал в Москву и через три недели умер. После смерти Горького здание дачи Тессели было переделано под апартаменты, при этом исторический интерьер сохранился только частично. С того времени, когда дача принадлежала Максиму Горькому сохранились рояль, рабочий стол писателя, библиотека, кожаное кресло, стул-кресло, напольные часы, диван. На верхнем этаже остались картины Юлия Клевера. Также сохранились исторические двери из дуба, паркетные полы, мраморные камины и кафельные печи. На 1935 год усадьба Тессели являлась домом отдыха ЦИК СССР
В 1958 году на территории дачи Тессели был установлен бюст Горького.
в 1961 году дача использовалась для отдыха советских космонавтов Юрия Гагарина и Германа Титова.
На даче был организован санаторий Верховного Совета Автономной Республики Крым.
Впоследствии дачу Тессели выкупила коммерческая организация. Компания из Татарстана ООО «Акар» построила для отдыха на территории несколько коттеджей. Также на территории расположены SPA-комплекс, собственный пляж, грязелечебница, площадка для воркаута.